# Metal-halogenska razmena
U organometalnoj hemiji, metal-halogenska razmena je fundamentalna reakcija koja pretvara organski halogenid u organometalni proizvod. Reakcija obično uključuje upotrebu elektropozitivnih metala (Li, Na, Mg) i organohlorida, bromida i jodida. Posebno je razvijena primena razmene metal-halogen za pripremu organolitijumskih jedinjenja.

## Litijum-halogenska razmena
Mogu se razmotriti dve vrste razmene litijum-halogena: reakcije koje uključuju organolitijumska jedinjenja i reakcije koje uključuju metalni litijum. Komercijalna organolitijumova jedinjenja se proizvode heterogenom (muljom) reakcijom litijuma sa organskim bromidima i hloridima:
2 Li + R−X → LiX + R−Li
Često litijum halid ostaje u rastvorljivom proizvodu.
Većina ovog članka govori o homogenoj (jednofaznoj) reakciji prethodno formiranih organolitijumovih jedinjenja:
R−Li + R′−X → R−X + R′−Li
Butillitijum se obično koristi. Gilman i Vitig su nezavisno otkrili ovu metodu tokom kasnih 1930-ih. To nije reakcija metateze soli, jer se so ne proizvodi.
Razmena litijum-halogena se često koristi za pripremu vinil-, aril- i primarnih alkillitijum reagenasa. Vinil halogenidi se obično podvrgavaju razmeni litijum-halogen uz zadržavanje stereohemije dvostruke veze. Prisustvo alkoksila ili srodnih helatnih grupa ubrzava razmenu litijum-halogena. Razmena litijum halogena je obično brza reakcija. Obično je brža od nukleofilnog dodavanja i ponekad može premašiti brzinu prenosa protona.
Razmena obično prati trend I > Br > Cl. Alkil- i arilfluorid su generalno nereaktivni prema organolitijumskim reagensima. Razmena litijum-halogena je kinetički kontrolisana, a na brzinu razmene prvenstveno utiču stabilnost karbanjonskih intermedijera (sp > sp2 > sp3) organolitijumskih reagenasa.

### Mehanizam i obim
Predložena su dva mehanizma za razmenu litijum-halogena. Jedan predloženi put uključuje nukleofilni mehanizam koji generiše reverzibilni „ate-kompleks” intermedijer. Farnam i Kalabrez su kristalisali „ate-kompleks” litijum bis(pentafluorofenil) jodinata u kompleksu sa TMEDA. „Ate-kompleks“ dalje reaguje sa elektrofilima i obezbeđuje pentafluorofenil jodid i C6H5Li. Brojne kinetičke studije takođe podržavaju nukleofilni put u kome karbanjon na litijumskim vrstama napada atom halogena na aril halidu. Drugi predloženi mehanizam uključuje prenos jednog elektrona sa stvaranjem radikala. U reakcijama sekundarnog i tercijarnog alkillitijuma i alkilhalogenida, radikalne vrste su otkrivene EPR spektroskopijom. Mehanistička istraživanja razmene litijum-halogena su komplikovana formiranjem agregata organolitijumskih vrsta.